# NGC 3358
NGC 3358 is een balkspiraalstelsel in het sterrenbeeld Luchtpomp. Het hemelobject werd op 2 februari 1835 ontdekt door de Engelse astronoom John Herschel.

## Synoniemen
- ESO 376-17
- MCG -6-24-9
- IRAS10412-3609
- PGC 31974